# New Washington, Pennsylvania
New Washington är en ort i Clearfield County i delstaten Pennsylvania, USA.